# 시르쿠스 콜럼비아
시르쿠스 콜럼비아(Cirkus Columbia, Circus Columbia)는 벨기에에서 제작된 다니스 타노비치 감독의 2010년 드라마 영화이다. 미키 마뇰로비치 등이 주연으로 출연하였고 마크 바셰트 등이 제작에 참여하였다.

## 출연

### 주연
- 미키 마뇰로비치
- 보리스 러

### 조연
- 미라 풀란
- 밀란 스트를직
- 자스나 베리
- 이주딘 바이로빅
- 젤레나 스터플야닌
- 알미르 메힉
- 에르민 브라보

## 제작진
- 공동제작: 마리옹 한셀
- 공동제작: 던자 클레멘크
- 공동제작: 게르하르트 메익스너
- 공동제작: 포만 폴
- 공동제작: 캣 빌리어스